# Partido Veinticinco de Mayo
Veinticinco de Mayo ist ein Partido im Norden der Provinz Buenos Aires in Argentinien. Laut einer Schätzung von 2019 hat der Partido 36.985 Einwohner auf 4.795 km². Der Verwaltungssitz ist die Ortschaft Veinticinco de Mayo.

## Orte
Veinticinco de Mayo ist in 10 Ortschaften und Städte, sogenannte Localidades, unterteilt.
- Veinticinco de Mayo
- Norberto de La Riestra
- Pedernales
- Del Valle
- Gobernador Ugarte
- Valdés
- San Enrique
- Agustín Mosconi
- Ernestina
- Lucas Monteverde